# Светско првенство у атлетици на отвореном 2009 — 20 километара ходање за жене
Дисциплина 20 километара ходање у женској конкуренцији на Светском првенству у атлетици 2009. у Берлину одржана је у 16. августа на улицама града са стартом и циљем испод Бранденбушке капије.
Главни фаворит за златну медаљу била је, непражена од маја 2007, светска и олимпијска победница Олга Канискина из Русије. Остали могући освајачи медаља могу се тражити између руске првакиње и друге најбрже ове сезоне Вере Соколове, домадаље, домаће ходачице Сабине Кранц, двоструке сребрне са Олимпијских игара 2004. и 2008. Кјерсти Плоцер, бронзане са Олимпијских игара 2008. Елизе Ригаудо и победнице Летње универзијаде 2009. Јапанке Masumi Fuchise и руских ходачица Анисја Кирдјапкинне и Ларисе Емељанове.
Немица Сабине Кранц је повела у почетку, али је испала на половини трке. а Хорвежанка Плоцер је дисквалификован на пет километара пре краја. Тада је постало јасно да ће победити Канискинада и постати прва жена која је освојила злато у брзом ходању на два узастопна првенства. Четрдесет и девет секунди иза ње стигла је и изненадила све освајањем сребрне медаље Олив Локнејн и прве њене медаље на на великим такмичењима. Лију Хунг је освојила бронзану, док је руска тинејџерка Кирдјапкина била четврта.
Канискина се победом придружила руском ходачу Валериј Борчин победнику у мушкој конкуренцији. и допринела доминацији Руса у овој дисциплини. Поред освојене награде за победника од 60.000 америчких долара постигла је велики успех јер је у само три године постала олимпијска победница, двострука светска првакиња, и победница на Светском купу за само три године.
Учествовало је 48 такмичарки из 29 земаља. Оборено је само шест рекорда сезоне (најбољих времена у текућој сезони) појединих такмичара.

## Рекорди пре почетка такмичења
15. август 2009.
| Светски рекорд             | Олимпијада Иванова · Русија    | 1:25:41 | Хелсинки, Финска        | 7. август 2005    |
| Рекорд светских првенстава | Олимпијада Иванова · Русија    | 1:25:41 | Хелсинки, Финска        | 7. август 2005    |
| Светски рекорд сезоне      | Олга Канискина · Русија        | 1:24:56 | Адлер, Русија           | 28. фебруар 2009  |
| Афрички рекорд             | Susan Vermeulen · Јужна Африка | 1:36:18 | Мезидан Кано, Француска | 2. мај 1999       |
| Азијски рекорд             | Ванг Јен · Кина                | 1:26:22 | Гуангџоу, Кина          | 19. новембар 2001 |
| Североамерички рекорд      | Грасиела Мендоза · Мексико     | 1:30:03 | Мезидан Кано, Француска | 2. мај 1999       |
| Јужноамерички рекорд       | Миријам Рамон · Еквадор        | 1:31:25 | Лима, Перу              | 7. мај 2005       |
| Европски рекорд            | Олимпијада Иванова · Русија    | 1:25:41 | Хелсинки, Финска        | 7. август 2005    |
| Океанијски рекорд          | Џејн Севил · Аустралија        | 1:27:44 | Намбург, Немачка        | 2. мај 2004       |

## Освајачи медаља
|                         |                      |                |
| Олга Канискина · Русија | Олив Локнејн · Ирска | Љу Хунг · Кина |

## Квалификационе норме
| А норма | Б норма |
| ------- | ------- |
| 1:33:30 | 1:38:00 |

## Сатница
| Датум           | Време | Коло   |
| --------------- | ----- | ------ |
| 16. август 2009 | 12:00 | Финале |

## Резултати

### Финале
| Пласман | Такмичарка              | Земља                | Време            | Белешка          |
| ------- | ----------------------- | -------------------- | ---------------- | ---------------- |
|         | Олга Канискина          | Русија               | 1:28:09          |                  |
|         | Олив Локнејн            | Ирска                | 1:28:58          | РС               |
|         | Љу Хунг                 | Кина                 | 1:29:10          | РС               |
| 4       | Анисја Кирдјапкова      | Русија               | 1:30:09          |                  |
| 5       | Вера Сантос             | Португалија          | 1:30:35          |                  |
| 6       | Беатриз Пасквал         | Шпанија              | 1:30:40          |                  |
| 7       | Масуми Фучисе           | Јапан                | 1:31:15          |                  |
| 8       | Кристина Салтановић     | Литванија            | 1:31:23          | РС               |
| 9       | Елиза Ригаудо           | Италија              | 1:31:52          |                  |
| 10      | Сусана Феитор           | Португалија          | 1:32:04          |                  |
| 11      | Inês Henriques          | Португалија          | 1:32:51          |                  |
| 12      | Kumi Otoshi             | Јапан                | 1:33:05          |                  |
| 13      | Лариса Емељанова        | Русија               | 1:34:31          |                  |
| 14      | Вера Соколова           | Русија               | 1:34:35          |                  |
| 15      | Сњежана Јурченка        | Белорусија           | 1:34:57          |                  |
| 16      | Ana Maria Groza         | Румунија             | 1:35:19          |                  |
| 17      | Валентина Траплети      | Италија              | 1:35:33          | РС               |
| 18      | Јанг Мингсја            | Кина                 | 1:35:42          |                  |
| 19      | Зузана Шиндлерова       | Чешка                | 1:35:47          |                  |
| 20      | Tania Regina Spindler   | Бразил               | 1:35:51          |                  |
| 21      | Evaggelía Xinoú         | Грчка                | 1:35:56          |                  |
| 22      | Џес Ротвел              | Аустралија           | 1:36:01          |                  |
| 23      | Claudia Stef            | Румунија             | 1:36:09          |                  |
| 24      | Brigita Virbalyté       | Литванија            | 1:36:28          |                  |
| 25      | Marie Polli             | Швајцарска           | 1:36:44          |                  |
| 26      | Зузана Маликова         | Словачка             | 1:37:47          |                  |
| 27      | Клер Талент             | Аустралија           | 1:38:12          |                  |
| 28      | Agnieszka Dygacz        | Пољска               | 1:38:36          |                  |
| 29      | Alessandra Picagevicz   | Бразил               | 1:38:50          |                  |
| 30      | Geovana Irusta          | Боливија             | 1:39:16          |                  |
| 31      | Chaima Trabelsi         | Тунис                | 1:39:50          |                  |
| 32      | Светлана Толстаја       | Казахстан            | 1:40:41          | РС               |
| 33      | Johana Ordóñez          | Еквадор              | 1:52:27          |                  |
| 34      | Anamaria Greceanu       | Румунија             | 1:43:35          |                  |
| 35      | Rachel Lavallée         | Канада               | 1:45:45          |                  |
| 36      | Олга Јаковенко          | Украјина             | 1:45:55          |                  |
| 37      | Кристина Лопез          | Салвадор             | 1:47:33          | РС               |
| —       | Cheryl Webb             | Аустралија           | Дисквалификована | Дисквалификована |
| —       | Џоана Џексон            | Уједињено Краљевство | Дисквалификована | Дисквалификована |
| —       | María Hatzipanayiotídou | Грчка                | Дисквалификована | Дисквалификована |
| —       | Јанг Јавеи              | Кина                 | Дисквалификована | Дисквалификована |
| —       | Моника Свенсон          | Шведска              | Дисквалификована | Дисквалификована |
| —       | Марија Галикова         | Словачка             | Дисквалификована | Дисквалификована |
| —       | Мајуми Кавасаки         | Јапан                | Дисквалификована | Дисквалификована |
| —       | Кјерси Плоцер           | Норвешка             | Дисквалификована | Дисквалификована |
| —       | Марија Васко            | Шпанија              | Није завршила    | Није завршила    |
| —       | Тереза Вејл             | Сједињене Државе     | Није завршила    | Није завршила    |
| —       | Сабине Кранц            | Немачка              | Није завршила    | Није завршила    |